# Conseil national de régulation de l'audiovisuel
Le Conseil national de régulation de l’audiovisuel (CNRA) est une autorité indépendante sénégalaise de « régulation de l’espace médiatique audiovisuel », créée par la loi du 4 janvier 2006.

## Historique

### Le Haut Conseil de l'Audiovisuel (HCA)
Le CNRA a été précédé par le Haut Conseil de la radio-télévision, puis par le Haut Conseil de l'audiovisuel par la loi 98-09 du 11 février 1998, sous la présidence d'Abdou Diouf, au cours du second mandat de Habib Thiam, Premier ministre.
Le Haut conseil de l’audiovisuel exerçait toutes les attributions antérieurement dévolues au Haut conseil de la radio-télévision par la loi n° 92-26 du 7 février 1992 portant notamment sur le code électoral.
Ses missions étaient de :
- garantir l’indépendance et la liberté de l’information et de la communication des médias audiovisuels ;
- veiller, dans le respect de la préservation des identités culturelles, à l’objectivité et au respect de l’équilibre dans le traitement de l’information véhiculée par les médias audiovisuels ;
- veiller au respect de l’accès équitable des partis politiques, des syndicats et des organisations reconnues de la société civile aux médias d’État dans les conditions fixées par les lois et règlements en vigueur ;
- fixer les règles concernant les conditions de production, de programmation et de diffusion des émissions réglementées des médias audiovisuels lors des campagnes électorales ;
- favoriser, promouvoir la libre et saine concurrence entre les médias audiovisuels

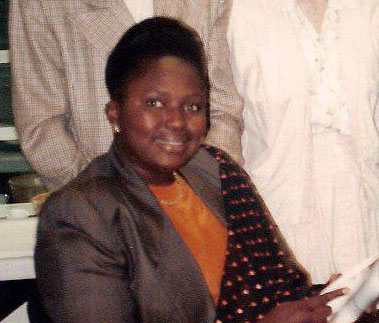
Aminata Cissé Niang, ancienne présidente du HCA

Le HCA était composé de huit personnalités, dont sept choisies par le président de la République, la plupart à partir de listes de trois noms qui lui sont présentées. La huitième était un parlementaire choisi par le président de l'Assemblée nationale.
Le président et les membres du Haut conseil de l’audiovisuel étaient nommés par décret pour une durée de six ans. Leur mandat n’était pas renouvelable. Ils pouvaient être révoqués.
Les trois présidents du HCA ont été Cheikh Tidiane Sarr, magistrat (1992-...), Babacar Kébé, magistrat (...-2001) et Aminata Cissé Niang, juriste (2001-2006). 
Les acteurs politiques, syndicaux, de la société civile ou tout simplement le citoyen, pris individuellement, pouvaient saisir le Haut Conseil aux fins d’une plainte s’ils se sentaient lésés par un traitement fait par un organe audiovisuel public ou privé par lettre adressée au HCA dont le siège est situé à Dakar, au 15, immeuble Fahd, boulevard Djily Mbaye.

### Le Conseil national de régulation de l'audiovisuel (CNRA)
Le Conseil national de régulation de l’audiovisuel comprend neuf membres nommés par le président de la République du Sénégal pour une durée de six ans pendant laquelle ils ne peuvent être ni poursuivis, ni recherchés, ni arrêtés ni jugés dans le cadre des actes accomplis ou des opinions émises dans l’exercice de cette fonction. Ce mandat n’est ni renouvelable, ni révocable. 

#### Présidents
- 2006-2012 : Nancy Ngom Ndiaye, magistrate Premier
- 2012 : Babacar Touré journaliste et patron de presse

## Composition
En novembre 2012, ont été nommés membres, sous la présidence de Babacar Touré, premier journaliste à ce poste depuis sa création en 1992 : 
- Fadel Dia ;
- Jeanne Lopis-Sylla ;
- Caroline Thiam ;
- Aliou Sow ;
- Jean  Meïssa Diop ;
- Sokhna Benga ;
- Ibrahima Mbaye Sopé ;
- Matar Sall ;
- Marie Ndiaye Ngom.